# ᵰ
ᵰ, appelé n tilde médian, est une lettre latine auparavant utilisée dans l'alphabet phonétique international.

## Utilisation
M. Alexander Castrén a utilisé le n tilde médian dans la transcription de plusieurs langues dont notamment dans son dictionnaire des langues samoyèdes publié en 1855.

## Représentations informatiques
Le n tilde médian peut être représenté avec le caractère Unicode suivant (Extensions phonétiques) :
| formes    | représentations | chaînes de caractères | points de code | descriptions                           |
| --------- | --------------- | --------------------- | -------------- | -------------------------------------- |
| minuscule | ᵰ               | ᵰ                     | U+1D70         | lettre minuscule latine n tilde médian |

Avant le codage de U+1D70 dans Unicode, le n tilde médian pouvait être composé approximativement avec les caractères suivants (latin de base, diacritiques) :
| formes    | représentations | chaînes de caractères | points de code | descriptions                                       |
| --------- | --------------- | --------------------- | -------------- | -------------------------------------------------- |
| minuscule | n̴               | n◌̴                    | U+006E U+0334  | lettre minuscule latine n diacritique tilde médian |